# 1822 na música

## Nascimentos
| Data           | Nome         | Profissão              | Nacionalidade | Observações | Ref |
| -------------- | ------------ | ---------------------- | ------------- | ----------- | --- |
| 10 de Dezembro | César Franck | organista e compositor | Bélgica       | m. 1890     |     |

## Mortes
| Data        | Nome                                   | Profissão                                    | Nacionalidade | Observações | Ref |
| ----------- | -------------------------------------- | -------------------------------------------- | ------------- | ----------- | --- |
| 25 de Junho | Ernst Theodor Amadeus Wilhelm Hoffmann | escritor, compositor, caricaturista e pintor | Alemanha      | n. 1776     |     |